# Plaque du récif Conway
Pour les articles homonymes, voir Conway.
La plaque du récif Conway est une microplaque tectonique de la lithosphère de la planète Terre. Sa superficie est de 0,003 56 stéradians. Elle est généralement associée à la plaque pacifique.
Elle se situe dans l'Ouest de l'océan Pacifique dont elle couvre une petite partie.
La plaque du récif Conway est en contact avec les plaques des Nouvelles-Hébrides, du récif Balmoral et australienne.
Le déplacement de la plaque du récif Conway se fait à une vitesse de rotation de 3,605° par million d'années selon un pôle eulérien situé à 12° 63′ de latitude Sud et 175° 13′ de longitude Est (référentiel : plaque pacifique).
La plaque du récif Conway tire son nom d'un atoll corallien situé au Sud-Ouest des îles Fidji et appelé Ceva-I-Ra en fidjien.

## Sources
- (en) Peter Bird, An updated digital model of plate boundaries, vol. 4, Geochemistry Geophysics Geosystems, 14 mars 2003 (DOI 10.1029/2001GC000252, Bibcode 2003GGG.....4.1027B, lire en ligne)